# Врата ада (скульптура)
«Врата ада» (фр. Portes de l'enfer) — незавершённая скульптурная группа Огюста Родена, представляющая собой входной портал, который должен был украсить здание нового Музея декоративного искусства в Париже. Композиция опиралась на сюжет «Божественной комедии» Данте Алигьери; другим источником вдохновения для скульптора служили так называемые «Врата Рая» — созданные в XV веке Лоренцо Гиберти для баптистерия Сан-Джованни во Флоренции. Шестиметровые «Врата ада» Родена вмещают 186 фигур, многие из которых впоследствии стали самостоятельными скульптурами в мраморе или бронзе: «Мыслитель», «Поцелуй», «Мимолётная любовь» и другие.
Мастер работал над порталом в течение 37 лет, с 1880 год по 1917 годы. После смерти Родена, несколько копий «Врат» были отлиты по незаконченному гипсовому оригиналу. Сейчас они хранятся в разных городах мира: Цюрихе, Стэнфорде, Филадельфии, Мехико, Токио, Сеуле, а гипсовые слепки — в Париже, в музее Родена и в музее Орсе.

## История
В 1880 году Огюст Роден получает свой первый государственный заказ — изготовить роскошные двери главного входа Музея декоративного искусства, который планировали возвести на месте сгоревшего дворца Орсе. Получив от Департамента изящных искусств аванс и новую мастерскую в здании на Рю л’Юниверсите, скульптор принялся за работу, которую продолжал всю свою оставшуюся жизнь, вплоть до смерти в 1917 году. За 37 лет он создал этюды для 200 с лишним фигур, многократно переделывая рельеф, убирая или возвращая на прежнее место скульптуры.
Роден не успевал закончить врата к 1895 году, планируемой дате открытия музея. Когда власти потребовали ускорить и всё-таки закончить работу, скульптор вернул аванс и занялся дальнейшим усовершенствованием портала. Через какое-то время правительство отказалось и от идеи входной группы и от всего музея в целом. Вместо него в 1900 году открыли вокзал, который обслуживал направление движения Париж — Орлеан. Через 40 лет движение поездов с вокзала практически прекратилось, здание хотели снести, но в итоге сохранили, и в декабре 1986 года в его стенах открыли Музей изобразительных искусств Орсе. В настоящее время гипсовый слепок портала экспонируется в музее Орсе, то есть «Врата ада» находятся сейчас на том самом месте, где предполагалось построить музей декоративных искусств, входной группой которого они должны были являться.
Публике «Врата ада» впервые были продемонстрированы в 1900 году на Всемирной выставке в Париже. Французское правительство предоставило Родену целый павильон, в котором, помимо портала было представлено 136 скульптур и несколько незаконченных работ. В предисловии к каталогу выставки критик Арсен Александр сравнивал Родена с Рихардом Вагнером, также не сразу нашедшим ценителей своего таланта.
В настоящее время полноразмерные отливки «Врат» и фигуры портала, ставшие отдельными полноценными скульптурами хранятся в разных музеях и частных коллекциях по всему миру. В 2016—2017 годах в Музее Родена в Париже проходила выставка «Ад по мнению Родена», на которой было представлено около 170 работ (включая 60 рисунков), посвящённых созданию портала. В 2021—2022 годах гипсовый слепок «Врат» открывал выставку, посвящённую 700-летию со дня смерти Данте, которая проходила в Риме в Scuderie del Quirinale (бывших конюшнях Квиринальского дворца).

## Описание

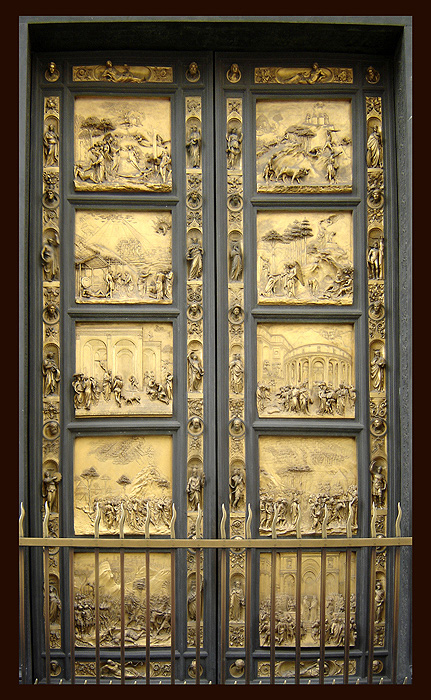
«Врата рая» Лоренцо Гиберти

В основе композиции портала — сюжет «Божественной комедии» Данте Алигьери. При создании скульптурной группы Роден отталкивался от «Врат рая» Лоренцо Гиберти (см. иллюстрацию), у которых две створки разделены на квадратные декоративные панели. В процессе работы скульптор немного изменил замысел: он решил создать сплошной рельеф, на котором фигуры будут располагаться в иерархическом порядке. Общий драматизм ансамбля мастер решил усилить за счёт разной глубины рельефа: некоторые детали представляют собой полноценные объёмные фигуры, в то время как другие являются практически плоскими, барельефными.
Известны три прототипа-модели портала. Первая была выполнена около 1880 года в воске. Она напоминает «Врата» Гиберти — каждая створка разделена на 5 квадратных панелей; сами персонажи не читаются. Вторая модель выполнена между 1880—1881 годами. В ней основное внимание уделено тимпану и антаблементу; присутствуют также несколько групп фигур, но все они выполнены без детализации. Третью модель относят к 1881 году. Она выполнена из глины. В ней уже нет разделений на панели, хорошо виден «Мыслитель» (чьё расположение не поменялось в финальной версии) и ряд других фигур, в том числе «Поцелуй» (не вошедший в финальную версию), «Уголино и его сыновья» и другие. Дальнейшие гипсовые формы врат, с которыми работал Роден имели размер 6,3 х 4 х 0,85 метра.
По первоначальному замыслу по бокам от портала должны были располагаться фигуры Адама и Евы. Роден несколько раз их переделывал, но затем вовсе отказался от этой идеи. Фигура Адама стала основой композиции «Три тени», венчающей «Врата»; фигура Евы впоследствии также стала самостоятельной работой.

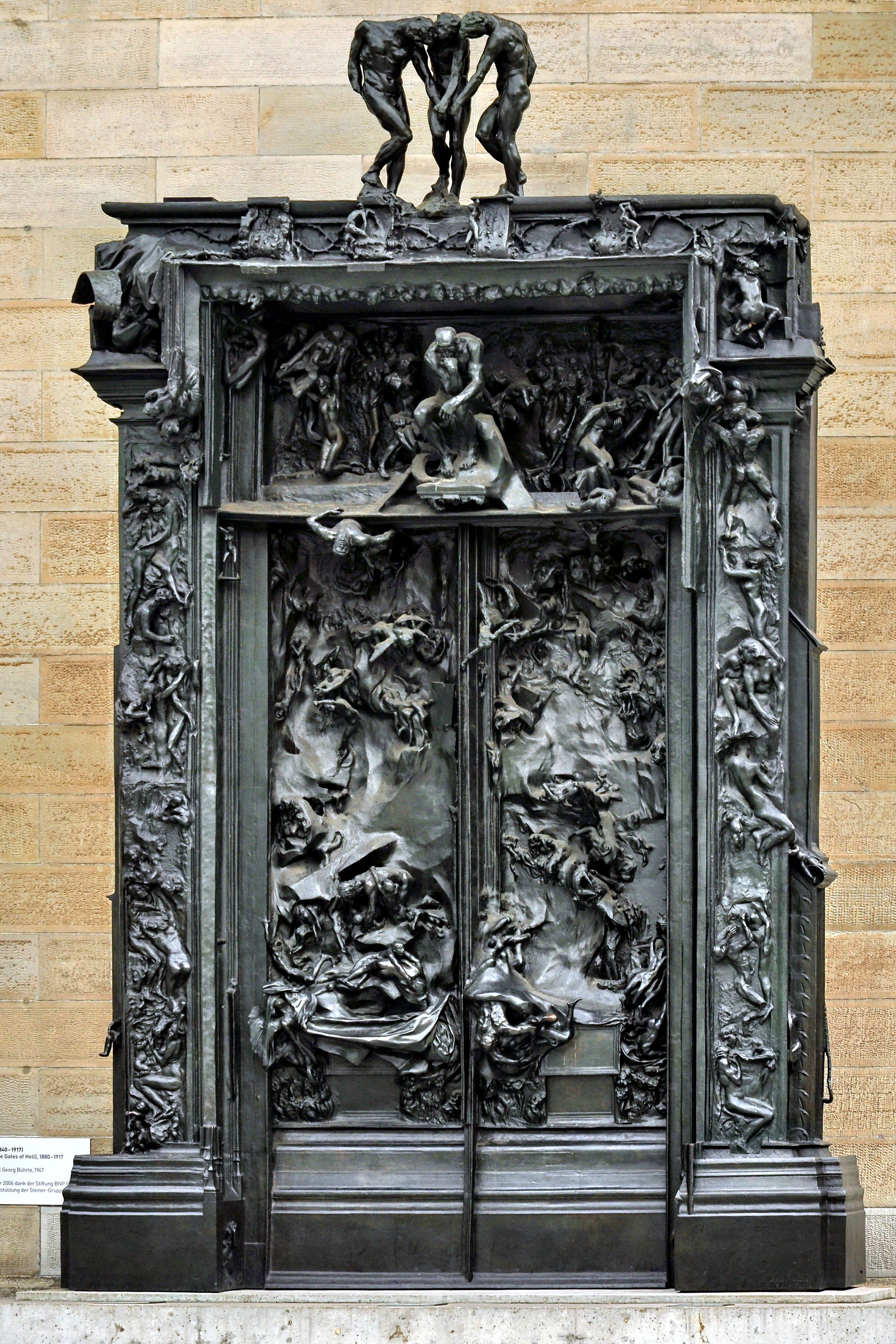
«Врата ада» в Музее изобразительного искусства Цюриха
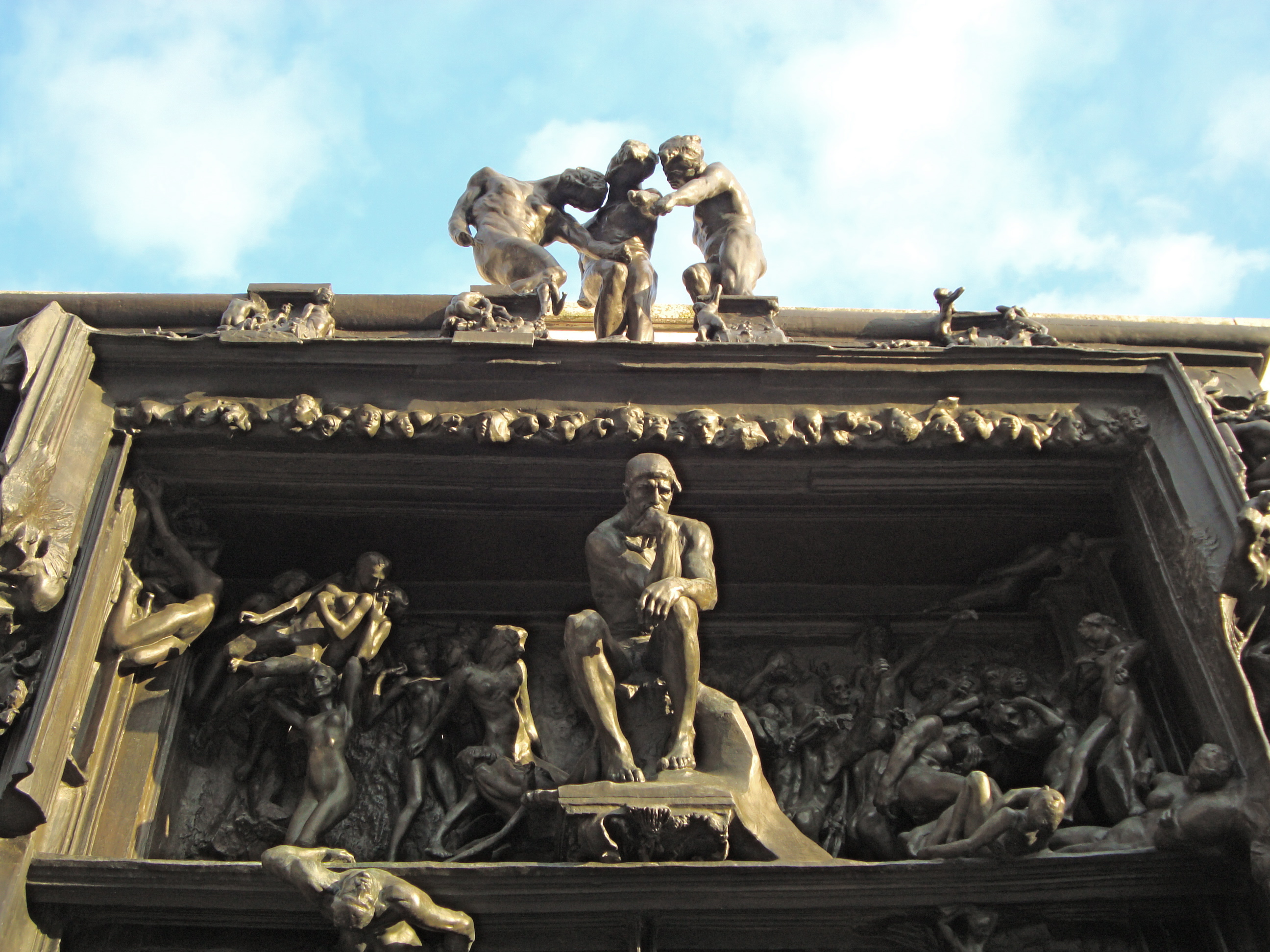
Деталь: скульптуры «Три тени» и «Мыслитель»
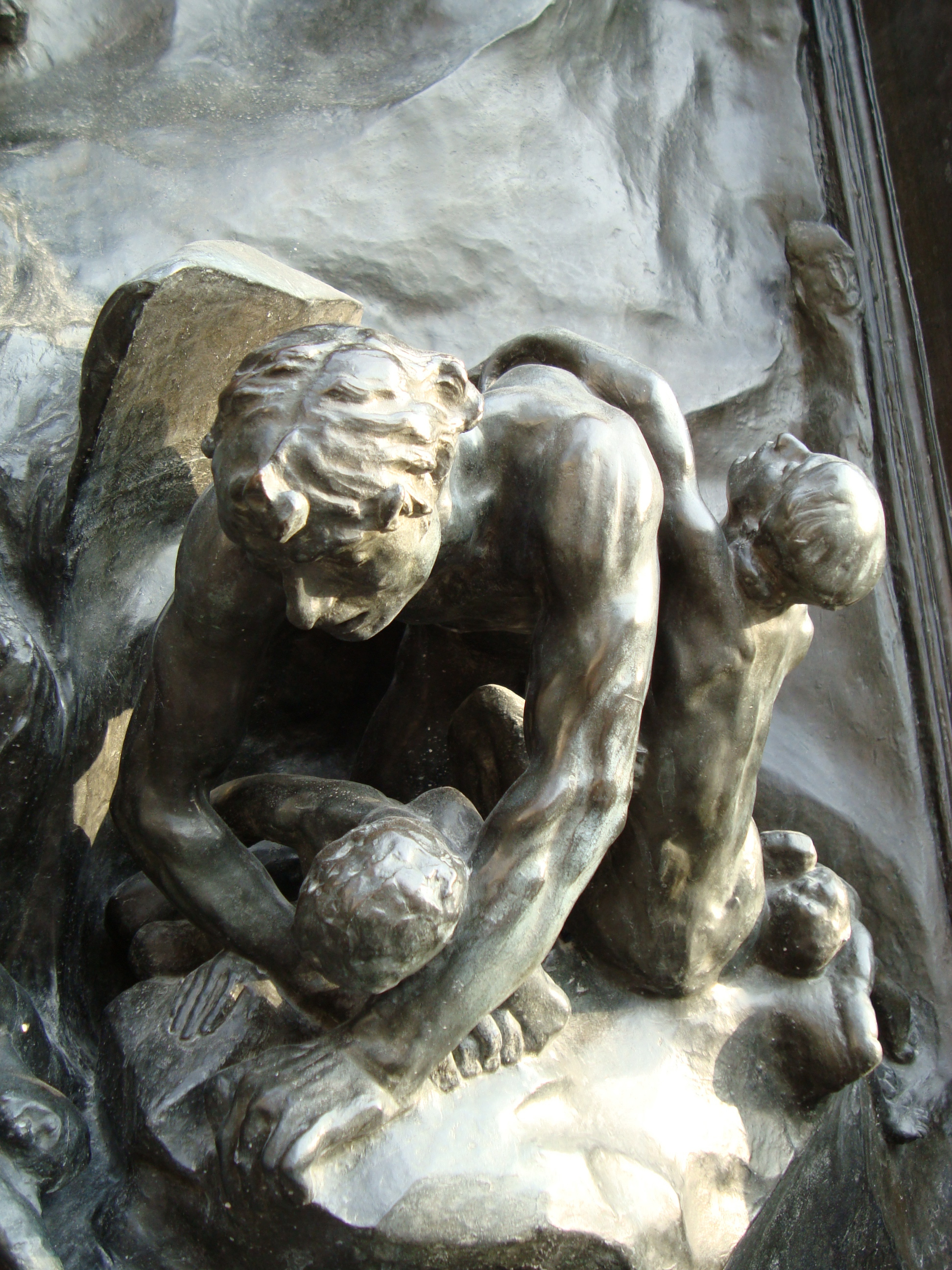
Деталь
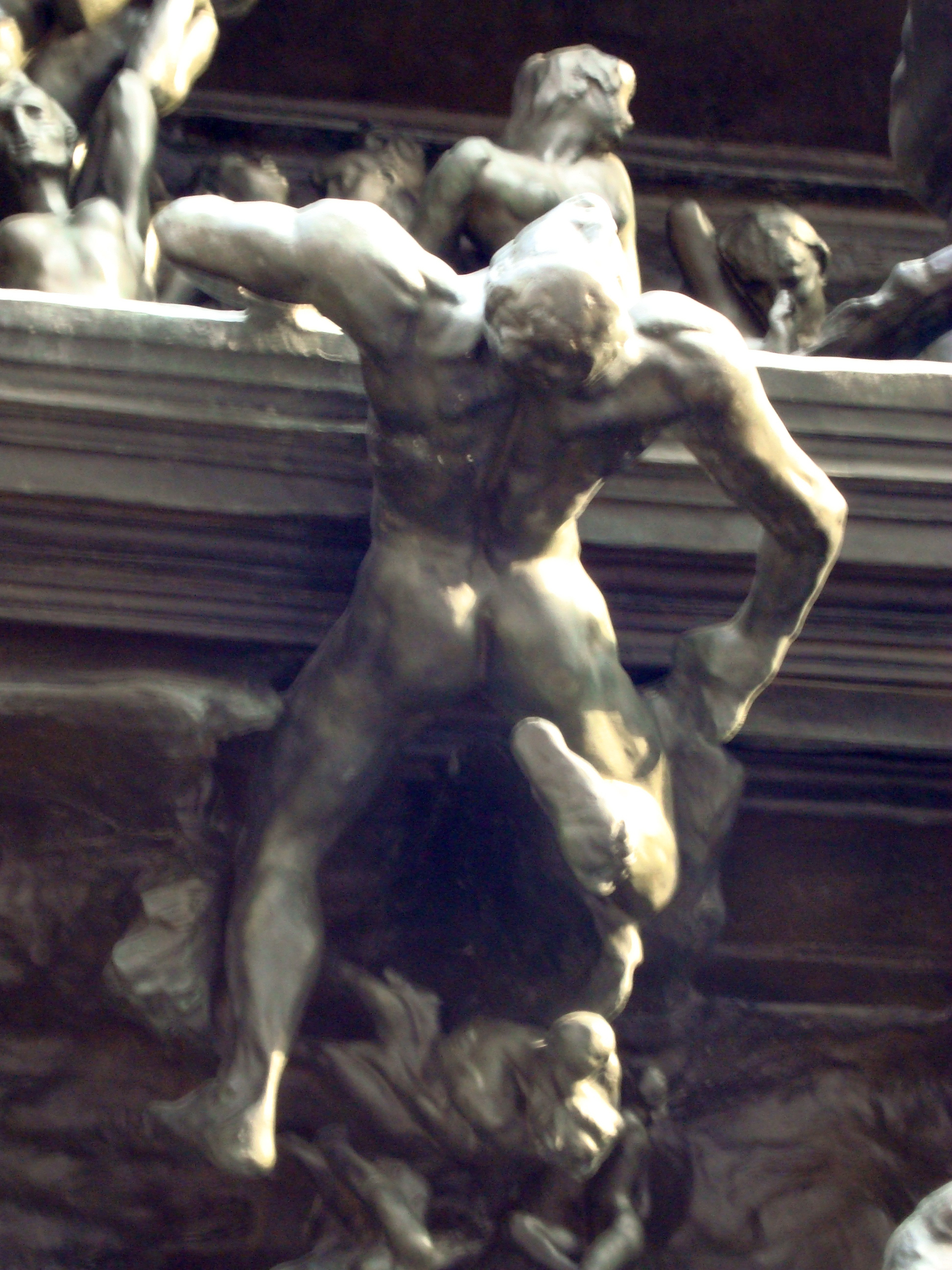
Деталь
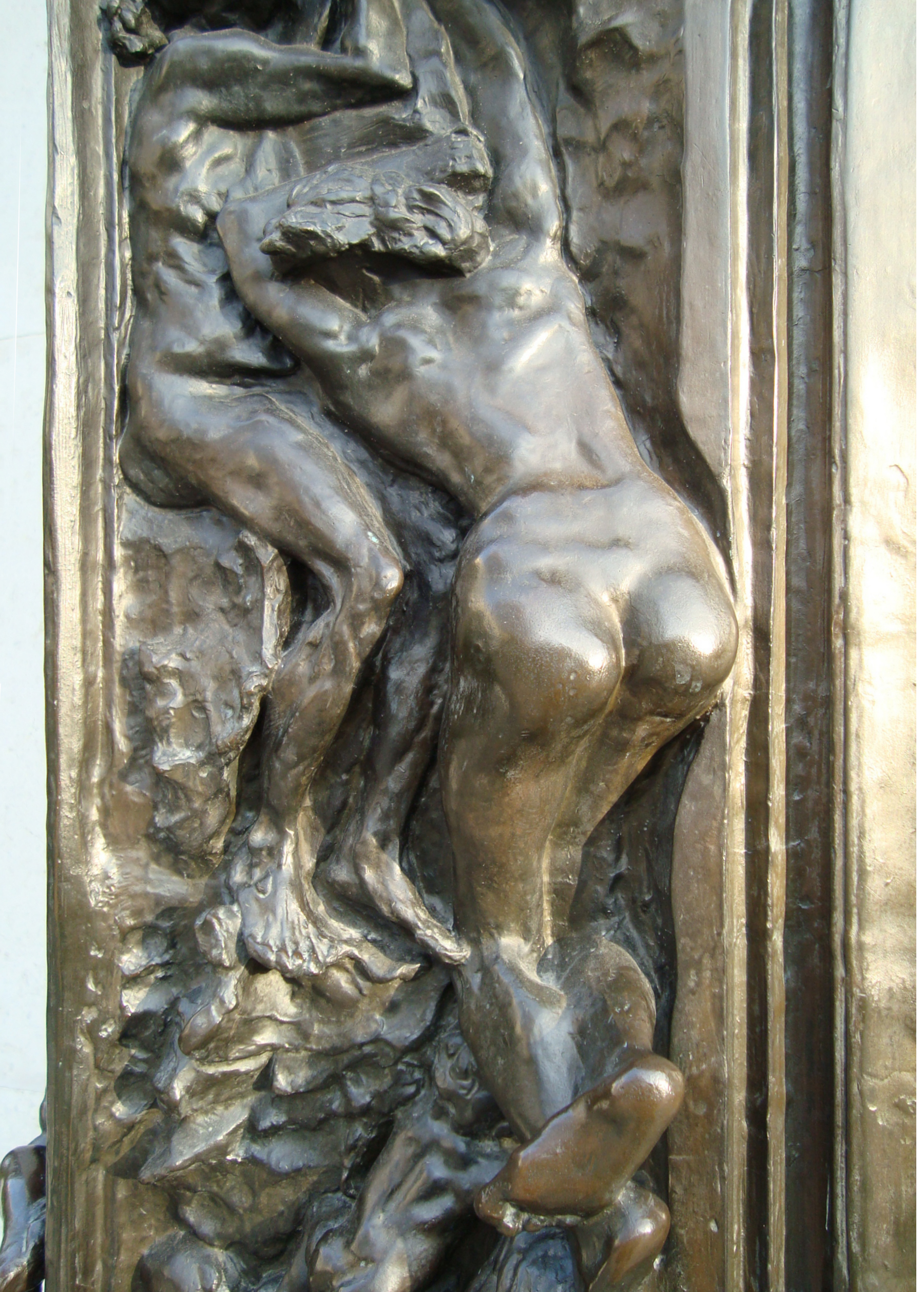
Деталь правого пилястра

## Элементы
С середины 1880-х годов некоторые элементы портала Роден стал перерабатывать в самостоятельные произведения. Так появились «Мыслитель», «Поцелуй», «Мимолётная любовь» и другие.

###### Три тени
Скульптурная группа состоит из трёх одинаковых фигур в одной и той же позе, развёрнутых под разными углами. Она венчает «Врата ада», располагаясь непосредственно над «Мыслителем». Левые руки теней сходятся вместе — они должны были указывать на надпись из «Божественной комедии»: «Входящие, оставьте упования». Бронзовая копия размером 191,5 х 191,8 х 115 см располагается в саду Музея Родена в Париже.

###### Мыслитель
По первоначальному замыслу скульптура называлась «Поэт» и отождествлялась с Данте. Она располагалась в верхнем регистре «Врат». Со временем замысел Родена был усложнён. Скульптор придал образу более универсальные черты, создав обобщённое воплощение поэта, философа и творца. Следуя традициям классической скульптуры Микеланджело (памятник Лоренцо II Медичи и фреска «Пророк Иеремия» в Сикстинской капелле), Роден наделил своего героя физической мощью, однако, исполнил его подчёркнуто аллегоричным, не имеющим реальных прототипов. «Мыслитель» — визитная карточка и наиболее известное произведение Родена. В мире существует более двух десятков бронзовых и гипсовых копий этой статуи. Одна из них установлена на могиле скульптура в Мёдоне.

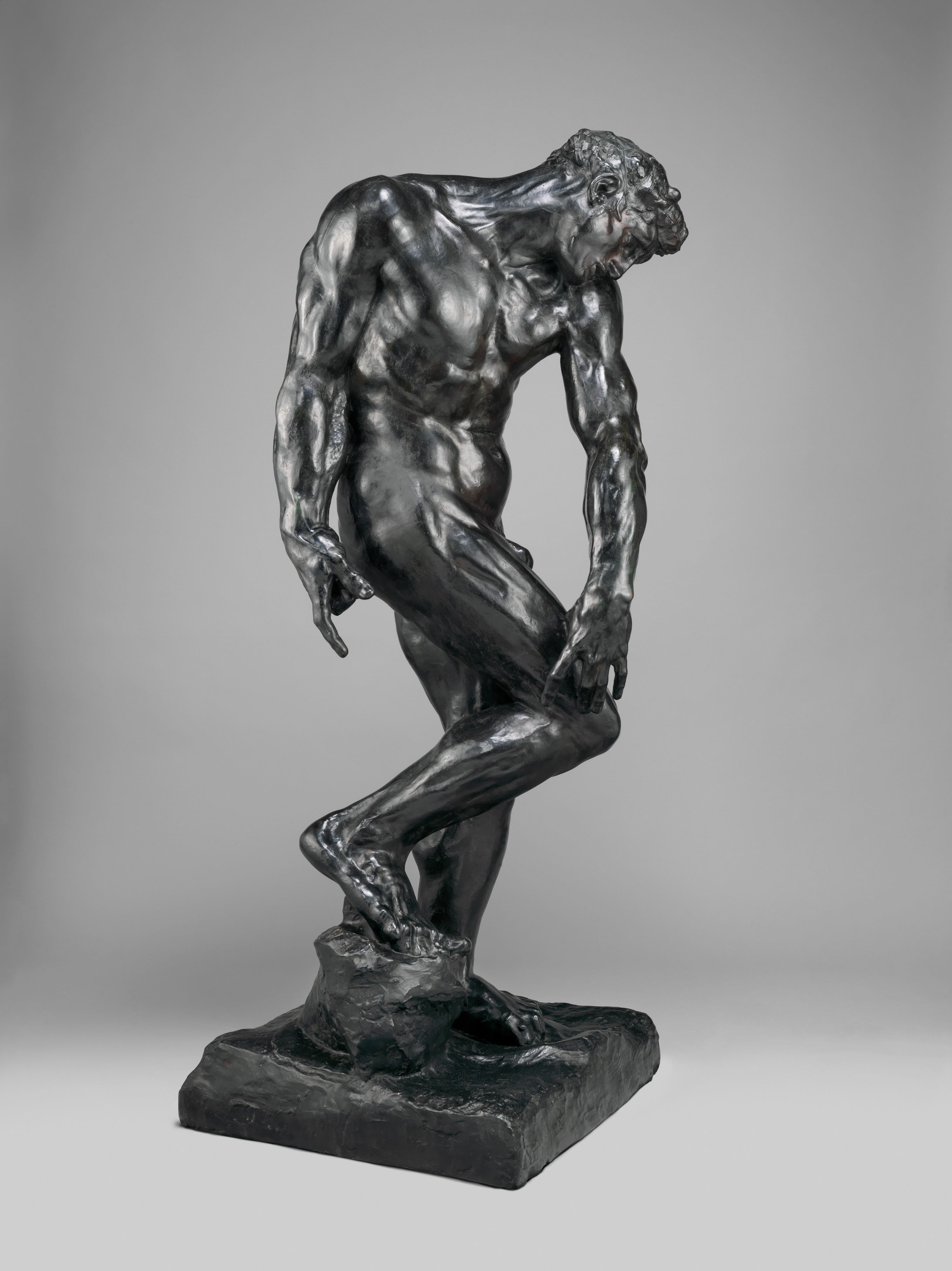
Адам. Огюст Роден. 1880—1881. Бронза, 194 х 77,2 х 82,6 см, 376,9 кг. Метрополитен-музей, инв. 11.173.1

###### Адам
Ещё одна скульптура, созданная Роденом под влиянием шедевров эпохи Возрождения. В ней прослеживается связь с «Умирающим рабом» Микеланджело, а кисть с вытянутым пальцем отсылает к другой работе итальянского мастера — «Сотворение Адама», написанной для Сикстинской капеллы. Изначально Роден планировал разместить Адама и Еву по бокам «Врат», однако позже отказался от этой идеи. В итоге фигура Адама стала основой для другой композиции портала — «Три тени».

###### Ева
Известно, что для этого произведения скульптуру позировала Адель Абруццези. Искусствоведы отмечают, что поза фигуры напоминает изображение Евы в «Грехопадении и изгнании из Рая» Микеланджело на своде Сикстинской капеллы. Ева составляет парную композицию с Адамом; статуи должны были стоять по бокам «Врат ада». В 2016 году малые копии скульптуры (высотой 75 см) были проданы на аукционах Bonhams в Нью-Йорке и Christie’s в Париже за 1 млн и 780 тыс долларов США соответственно, а за большую скульптуру Евы (высотой 173 см) отдали на торгах Christie’s в Нью-Йорке 18,9 млн долларов.

###### Кибела
Искусствовед Жорж Грапп датировал эту работу 1889 годом и заявил без указания источника, что она была этюдом для портала «Врата ада». Скульптура представляет собой небольшой законченный этюд сидящей женщины без головы.
Годом позже за «Поцелуй», высотой 83,6 см, специально созданный для «Врат ада» в 1890-х годах было отдано 6,3 млн долларов.

###### Метаморфозы Овидия
Скульптура из серии лесбийских сцен (наряду с «Проклятые женщины», «Падший ангел», «Триумф юности»).

## Копии
Два гипсовых слепка хранятся в Музее Орсе и Родена в Париже. В 1925—1945 годах французский литейщик Эжен Рюдье отлил четыре экземпляра «Врат». Ещё четыре экземпляра были созданы после 1977 года плавильней Кубертена. Бронзовые отливки в настоящее время хранятся в Музее Родена (Париж), Музее Родена (Филадельфия), Национальном музее западного искусства (Токио), Кунстхаусе (Цюрих), Центре искусств Кантора (Стэнфорд), галерее Родена (Сеул) и Музее Сумайя (Мексика).